# Craterocephalus honoriae
Craterocephalus honoriae är en fiskart som först beskrevs av Ogilby 1912.  Craterocephalus honoriae ingår i släktet Craterocephalus och familjen silversidefiskar. Inga underarter finns listade i Catalogue of Life.